# Catania Baseball Project
Il Catania Baseball Project è la squadra di baseball di Catania. Nel 2009 si fonde con i Warriors Paternò creando una nuova società denominata Catania Warriors. Questa, all'interno del progetto della franchigia siciliana, milita nel massimo campionato italiano, l'Italian Baseball League, strutturato secondo il sistema delle franchigie.

## Storia
Nato dalle ceneri del Catania Baseball nel 2008, disputa subito il campionato di Serie B ottenendo la salvezza. Nel 2009 si fonde con il Warriors Paternò creando la franchigia siciliana ed una nuova società che porta i nomi delle squadre: la società si chiama Catania Warriors Paternò.
Il 4 aprile 2010 i Warriors di Catania esordiscono nella seconda divisione del massimo campionato di baseball italiano, perdendo 0-4 sul campo della seconda squadra di Nettuno, la Danesi Caffè Nettuno e chiudendo la serie sconfitti 0-2. Ironia della sorte lo stesso giorno, in prima divisione, l'altra squadra catanese, i Catania Warriors Paternò, matricola in prima divisione, compiva un'impresa espugnando per 8-2 il terreno della prima squadra di Nettuno, il Danesi Nettuno B.C. e chiudendo la serie con un onorevole 1-2 in trasferta.
Nel 2010 con la nascita della franchigia siciliana i Warriors Paternò militano nella prima Divisione della IBL, mentre i Catania Warriors disputano la Italian Baseball League II riservata alle squadre satellite delle franchigie di IBL1.

## Cronistoria
- 2008: Serie B
- 2009: non partecipa ad alcun campionato (si fonde con i Warriors Paternò) dando vita alla nuova società Catania Warriors Paternò con l'intento di creare una franchigia siciliana.
- 2010: I Warriors Paternò militano nell'Italian Baseball League 2010, mentre i Catania Warriors militano in Italian Baseball League II, campionato riservato alle franchigie affiliate alle squadre di IBL